# Helianthemum geniorum
Helianthemum geniorum är en solvändeväxtart som beskrevs av René Charles Maire. Helianthemum geniorum ingår i släktet solvändor, och familjen solvändeväxter. Inga underarter finns listade i Catalogue of Life.